# Animal Planet
Анимал Планет (стилизовано као animal planet од 2018) амерички је мултинационални претплатнички ТВ канал у власништву Warner Bros. Discovery Основан 1. јуна 1996, мрежа је првенствено посвећена серијалима и документарним филмовима о дивљим животињама и домаћим кућним љубимцима.
Канал је првобитно био заједнички подухват са BBC Studios и фаворизовао је образовне програме као што су документарни филмови о природи. Од првог покретања, циљна демографија канала су љубитељи животиња; који су дечија и породична публика током јутра и током дана, а за зрелију публику у ударном термину и касно увече. Године 2008. Анимал Планет је усвојио зрелији програмски правац, са нагласком на агресивне и предаторске приказе животиња, као и повећање ријалити програма пратећи личности укључене у занимања и истраживања везана за животиње. Анимал Планет је поново ребрендиран у октобру 2018, враћајући се у правцу који је више оријентисан на породицу, упркос томе што још увек емитује неке зреле програме.
Од јануара 2016. године, приближно 91 603 000 домаћинстава добија програм Анимал Планет. Discovery је такође успоставио или лиценцирао међународне верзије канала у различитим регионима.
Неке од емисија које се приказују су Паклене мачке, Неваљали љубимци, Најсмртоноснија ајкула, Аљаска: Последња граница, Вечито запрљани: Живот на фарми, Постао сам плен, Мајстори за куће на дрвету, Потрага за Бигфутом, Питбул теријери и бивши затвореници и многе друге.